# 憲政党
憲政党（けんせいとう、旧字体：憲󠄁政黨）は、明治時代の日本の政党。
後述の経緯から、同名の二つの政党が連続して存続しており、本記事では両者を扱う。

## 概要
帝国議会創設期の二大政党であった自由党（板垣退助総理）と進歩党（大隈重信党首）が、第6回衆議院議員総選挙を前に合同して、当時空前絶後の一大政党憲政党を結党した。この直後、藩閥側の中枢である元老会議は、選挙後も巨大勢力を維持することは確実の憲政党と対立しての政権運営は不可能と判断し、憲政党の板垣・大隈両名を首相に推挙する。これにより、史上初の政党内閣である第1次大隈内閣（隈板内閣）が発足する。
しかし、元々地盤や政治思想などの利害対立があった自由、進歩両党の合同による政党であったため、党運営、政権運営を巡って混乱が発生する。共和演説事件に端を発する大臣ポストの配分問題が引き金となり、旧自由党が旧進歩党を出し抜く形で憲政党を解党、同時に内閣からも閣僚を引き上げ、党、内閣ともに、約4か月の短命に終わった。
この時、憲政党の解党とともに、旧自由党のみで同名の別政党「憲政党」を新たに結成、党名を独占する形で自由党を復活させた。こちらの憲政党（自由派憲政党）は、旧自由党以来の縁であった伊藤博文の新党構想に党丸ごと参加する形で立憲政友会へと改組し、大正から昭和前期にかけての二大政党の一翼を担う。一方、出し抜かれた側の旧進歩党は、対抗して「憲政本党」を結成、政友会の後塵を拝する形となったが、離合集散を経て立憲同志会・憲政会時代には与党となり、その後は二大政党の一翼である立憲民政党を組織する。

## 憲政党
明治23年（1890年）の帝国議会開設後数年の間（いわゆる"初期議会"）、藩閥政府は議会対策のため、当時の衆議院の二大勢力であった自由党（板垣退助総理）と進歩党（大隈重信党首）のどちらか片方と連携し、その他の親藩閥の中小会派（温和派/吏党）を交えつつ政権運営を行っていた。しかし、第3次伊藤内閣は両党の協力を得られずに少数与党で発足、自由・進歩両党と激しく対立し、明治31年（1898年）6月10日、前回選挙からわずか3か月で衆議院を解散する。
この頃、ともに野党として藩閥内閣と対峙していた自由・進歩両党は、来る第6回衆議院議員総選挙（8月10日投開票）を前に、合同の機運が上がる。かくして6月22日に両党は合同して新党・憲政党を発足させた。新党は「政党内閣の樹立」「地方自治の発達」「通商貿易の拡大」「産業・鉄道の充実」「国力に見合った軍備増強」「財政基盤の確立」「教育の発達」「皇室及び憲法の擁護」「文官任用令廃止」などを掲げていた。当面総裁は設置せず、旧自由党の松田正久・林有造と旧進歩党の尾崎行雄・大東義徹の4名が総務委員に就任して党務を行うものとした。
これを知った伊藤首相は、藩閥政府が主体的に政党を組織し、これをもって議会の基盤とすることを計画、創設準備を開始する。しかし、山縣有朋元老はじめ、藩閥首脳（元老、内閣）の間では政党内閣制そのものに対する反対の意見が強く、「伊藤新党」計画は頓挫する。伊藤は内閣総辞職を選択したが、元老の間では憲政党と対峙する役割を引き受けるものはいなかった。そのため、憲政党に内閣を組織させることに決し、6月27日、大隈・板垣両名に大命降下された。こうして、憲政党は結党からわずか5日にして、史上初の政党内閣第1次大隈内閣（隈板内閣）を組織することになった。
6月30日、大隈を内閣総理大臣、板垣を内務大臣として内閣が発足、政権運営が始まったが、元々憲政党は直接政権を主体的に担うことを想定しておらず、更に自由・進歩両党は帝国議会開設直前の大同団結運動においても合同を断念するほど、政策的、人脈的に隔たりがあったこともあり、結党、組閣直後から、内部において旧党系に分かれての対立が絶えなかった。
特に、旧自由党の実力者であった星亨は、旧自由党時代に非主流派に転じた際に駐米公使の職をあてがわれていたが、大隈が兼任している外務大臣に就任するとの目算のもと、公使職を投げうって帰国する。星の帰国の直前の8月10日、第6回衆議院議員総選挙の投開票が行われ、憲政党は議席占有率8割という大勝利を収める。しかし、星の当初の帰国目的が両党合同に反対するためのものであった事を知った大隈は自ら外相を兼ねて星起用を取り消した（折を見て鳩山和夫に差し替える予定であったとする説もある）。星はこれに反発し、総選挙直後に再び党内対立が発生する。
そして8月22日、尾崎行雄文相（旧進歩党）が帝国教育会で行った所謂共和演説事件によって両派の抗争に拍車がかかり、板垣らが尾崎とともに内閣を支えることはできないと明治天皇に奏上する事態となった。最終的に10月24日、尾崎は文相辞任。大隈がその後任として旧進歩党の犬養毅を指名したことで、旧自由党側の不満はますます高まった。
28日、松田正久蔵相の官邸で開かれた旧自由党領袖会議に、帰朝以来引きこもっていた星が久しぶりに姿を出し、憲政党を解党させることを主張する。他の領袖も星に引きずられてそれを了承、同日の憲政党総務会にて、円満に分党することを提案するが、旧進歩党側は、旧自由党が脱党したほうが、旧進歩党で政権や党の資産を独占できることから、解党に反対し、旧自由党側をじらす作戦に出る。旧進歩党側の魂胆を見抜いた旧自由党は、旧進歩党を出し抜いて憲政党を解党し、同時に、同名の新政党「憲政党」を、旧自由党側の主導で新たに結党することを決める。同日、旧進歩党幹部を相手に、翌日に臨時大会を開いて憲政党の解党を決議することのみを通達する。旧進歩党幹部は再考を求めたが旧自由党側はこれを突っぱね、深夜までの激論の末物別れに終わったが、この時点で臨時大会の案内状も配られ、憲政党の解党は既成事実となっていた。

## 自由派憲政党
翌10月29日、憲政党臨時大会が開かれ、旧自由党側が旧進歩党の反対を押し切り、解党が決議された。その後、憲政党の解党届が提出され、それと同時に、新たに結成される「憲政党」（自由派憲政党）の結党届も出された。内相が板垣であったこともあり、届出はその場で受理され、党名のみならず綱領・規約までそのままの、自由派のみによる新しい憲政党が発足した。事情を知らされた旧進歩党は直ちに抗議したが、解党届、結党届ともに正規のものであるとして却下され、更に党本部や党名などについても内務省は全て旧自由党の肩を持ち、政争は旧自由党の完勝に終わった。大隈は10月31日に辞表を提出、旧進歩党はやむなく憲政本党を発足させるも、内閣は11月8日に総辞職した。
新しい自由党の事実上の指導者となった星亨は、隈板内閣が崩壊することを見込んで藩閥側と連立交渉を行っており、隈板内閣ののちに成立した第2次山縣内閣において、与党として参画する。入閣については人数の面で折り合いがつかなかったため閣外協力の形となったが、山縣も憲政党の国策への関与については妥協的な態度をとったため、主に以下の妥協条件が合意された。
- 超然主義を放棄すること。
- 憲政党の政策のうち、政府の方針と一致するものを議会に提出すること
- 憲政党と利害を一致させ、将来にわたり連携すべきこと

山縣内閣は憲政党を与党として、約2年にわたり安定的に政権を運営し、懸案の地租増徴をはじめ、府県制改正、文官任用令改正、衆議院議員選挙法改正などの施策を議会の協賛の内に行った。
しかしこれらの施策の内、文官任用令改正（1899年3月28日成立）については、政党員の高級官僚への任命（政治任用）の枠を狭めるものであったため憲政党とひと悶着あり、このころから憲政党は、"山縣以後"の連携先を模索し始める。ちょうどこの頃、伊藤博文筆頭元老が、政党内閣制の確立を標榜し、独自の新党結成に向けて各地の遊説を始めていた。憲政党は旧自由党時代に第2次伊藤内閣で与党になって以来伊藤との間に友誼関係にあったため、伊藤に憲政党への入党を進めるなど、意見交換を始めた。
1900年に入ると、山縣内閣と憲政党との間の仲違いの度が激しくなってくる。憲政党側は板垣ら党幹部の入閣、もしくは現閣僚の入党を求めたが、山縣は議会中であること、皇太子（大正天皇）の成婚式（同年5月10日）などを理由に確約を与えず、更には辞意を漏らすようになった。星は、山縣が辞意を漏らした5月31日、ただちに現内閣との提携断絶を宣言、そのまま伊藤筆頭元老のもとへ向かい、憲政党への入党を要請した。伊藤は、自身の本意は既成政党の宿弊の矯正であって、伊藤本人が主体となって新党を結成することである、と返答した。そのため、星は憲政党を解党、伊藤新党に丸ごと合流することによって、党勢を拡張することを決定する。
伊藤が山縣の了解を得たうえで、8月25日、新党の創立委員会が開かれる。9月13日、憲政党が解党。15日には伊藤を総裁とする立憲政友会が結成され、同時に旧自由党以来の盟主であった板垣は政界を引退した。これと前後して山縣も首相を辞任して、立憲政友会は第4次伊藤内閣を政権与党として支えることとなる。